# Étoile géante
Ne doit pas être confondu avec planète géante.
| Classes de luminosité dans le diagramme de Hertzsprung-Russell. · Les géantes correspondent à la classe III et les géantes lumineuses à la II.                                                                                 |
| Diagramme de Hertzsprung-Russell Type spectral Naines brunes Naines blanches Sous-naines Séquence principale · ("naines") Sous-géantes Géantes Étoiles géantes lumineuses Supergéantes Hypergéantes Magnitude · absolue · (MV) |

Une étoile géante, aussi appelée simplement géante quand ce n'est pas ambigu, est une étoile de classe de luminosité II ou III.
Une géante de classe de luminosité II est dite lumineuse ; une géante de classe de luminosité III, bleue ou rouge, selon son type spectral.
Dans le diagramme de Hertzsprung-Russell, les géantes forment deux branches au-dessus de la séquence principale. Elles se situent, pour une température effective donnée, entre les étoiles supergéantes (de classe de luminosité I) et celles de la séquence principale (V) quant à leur rayon (10–100 rayons solaires) et à leur luminosité (10–1 000 luminosités solaires).

## Histoire
À la suite de l'astronome américain Henry N. Russell, il est admis que la notion de géante et celle de naine ont été introduites dès 1905 par l'astronome danois Ejnar Hertzsprung.
Elles sont devenues usuelles à la suite de la publication, entre 1918 et 1924, du Catalogue Henry Draper (HD) puis de son Extension (HDE), catalogues dans lesquels le type spectral de chaque étoile est précédé de la lettre latine g (respectivement d) minuscule, initiale de l'anglais giant (resp. dwarf), lorsque l'étoile est une géante (resp. naine) ou était alors considérée comme telle.